# Salon de 1878
Pour les autres Salons parisiens, voir Salon de peinture et de sculpture.
Le Salon peinture et de sculpture de 1878 est une manifestation artistique ouverte le 25 mai 1878 en même temps que l'Exposition universelle à Paris, au palais de l'Industrie des Champs-Élysées. Elle regroupe 3 428 artistes exposants un total de 5 047 œuvres.

## Description

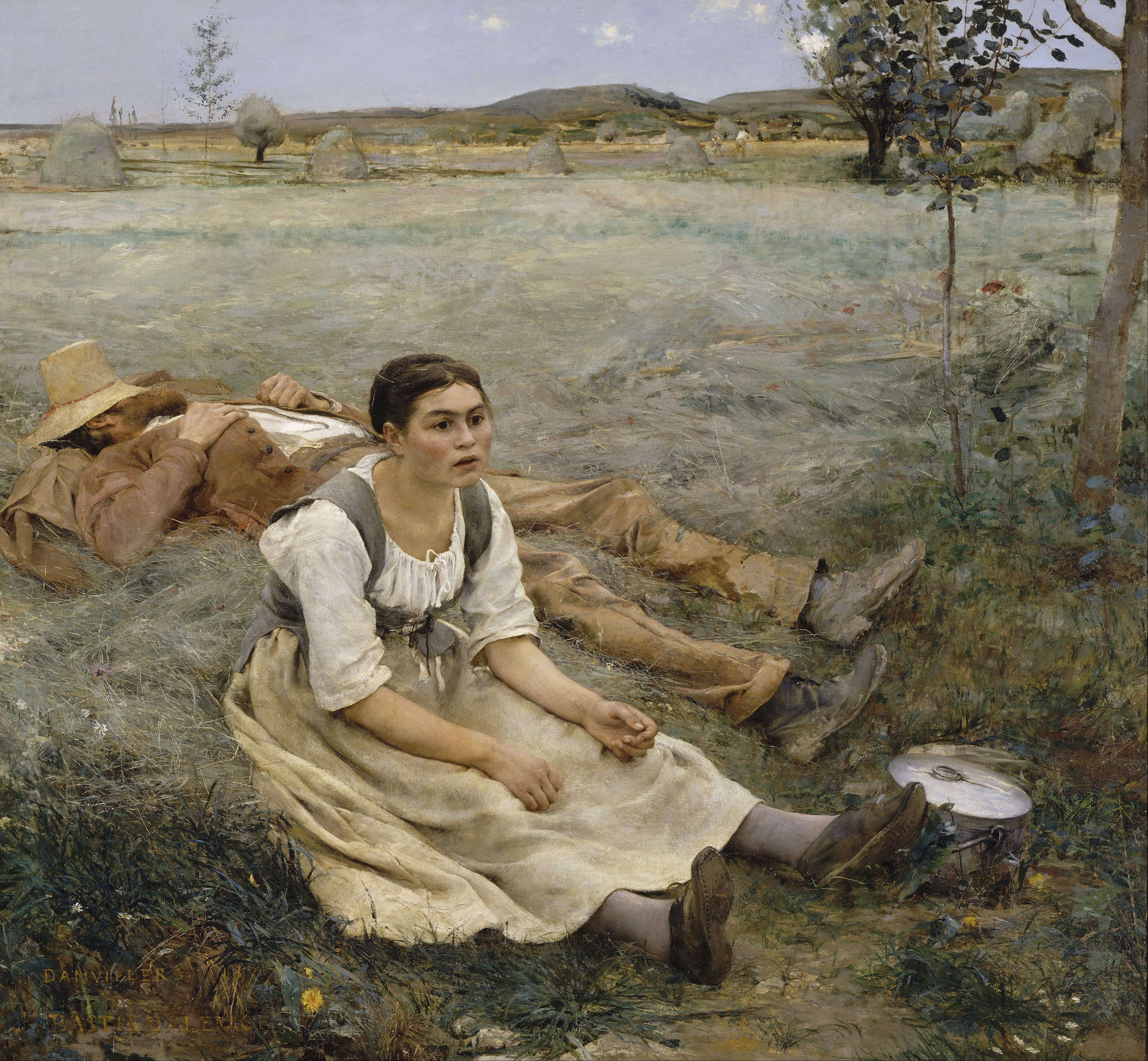
Jules Bastien-Lepage, Les Foins, Paris, musée d'Orsay.

Le livret du Salon précise que c'est la 93e exposition officielle depuis l'année 1673, date à laquelle l'Académie royale de peinture et de sculpture institua cette manifestation.
Cette année 1878 est très importante au niveau symbolique en France : dans son Voyage au pays des peintres, le critique Mario Proth rappelait que depuis 1870, le pays n'avait pas eu l'occasion de montrer au monde de manière ambitieuse toute l'étendue de l'art français. En couplant le Salon à l'exposition internationale, Paris redevient une place forte sur le plan culturel et favorise les échanges entre artistes nationaux et étrangers.
Globalement, une nouvelle forme d'académisme émerge : l'art officiel de la Troisième République se met en place. Sur ces milliers d'artistes exposés, on note tout de même l'absence des modernes, même si la présence des réalistes est désormais acquise, notamment avec d'anciens compagnons de Gustave Courbet, ou celle, massive, du dessin avec Gustave Doré et de nombreux graveurs. Dans un coin du palais, on pouvait remarquer une petite toile d'Auguste Renoir intitulée Le Café, connue de nos jours sous le titre La Tasse de chocolat. Henri Gervex, ancien médailliste du Salon et en principe dispensé de l'approbation du jury, voit son tableau Rolla retiré un mois avant l'ouverture de l'exposition sous prétexte d'immoralité.
Du côté des sculpteurs, Eugène Delaplanche remporte une médaille d'honneur avec sa Vierge au lys. Auguste Rodin expose un seul buste. 
Enfin, un nombre sensible de femmes artistes furent admises à exposer.

Quelques œuvres présentées au Salon de 1878
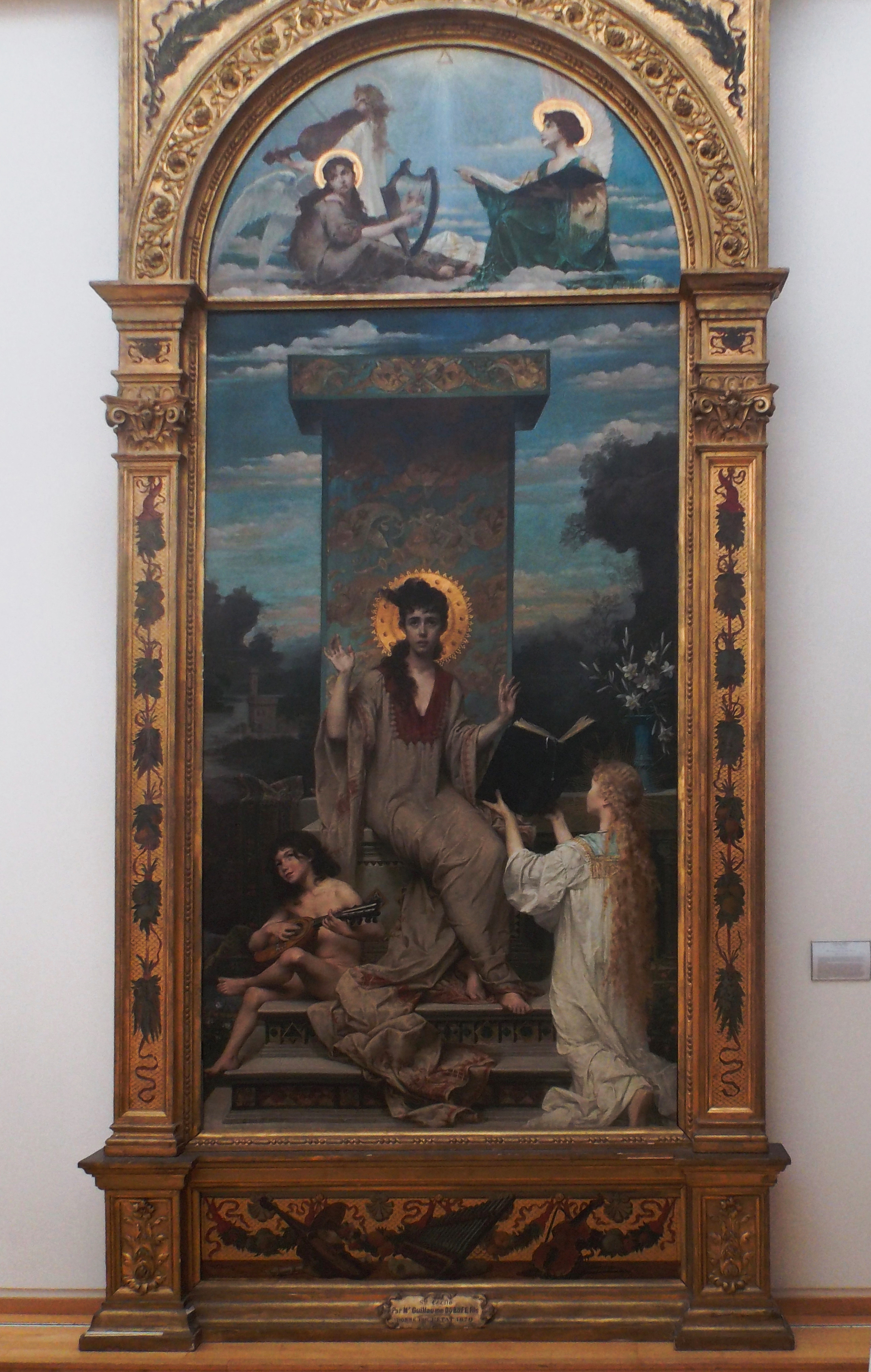
Guillaume Dubufe, Sainte-Cécile, Clermont-Ferrand, musée d'Art Roger-Quilliot.
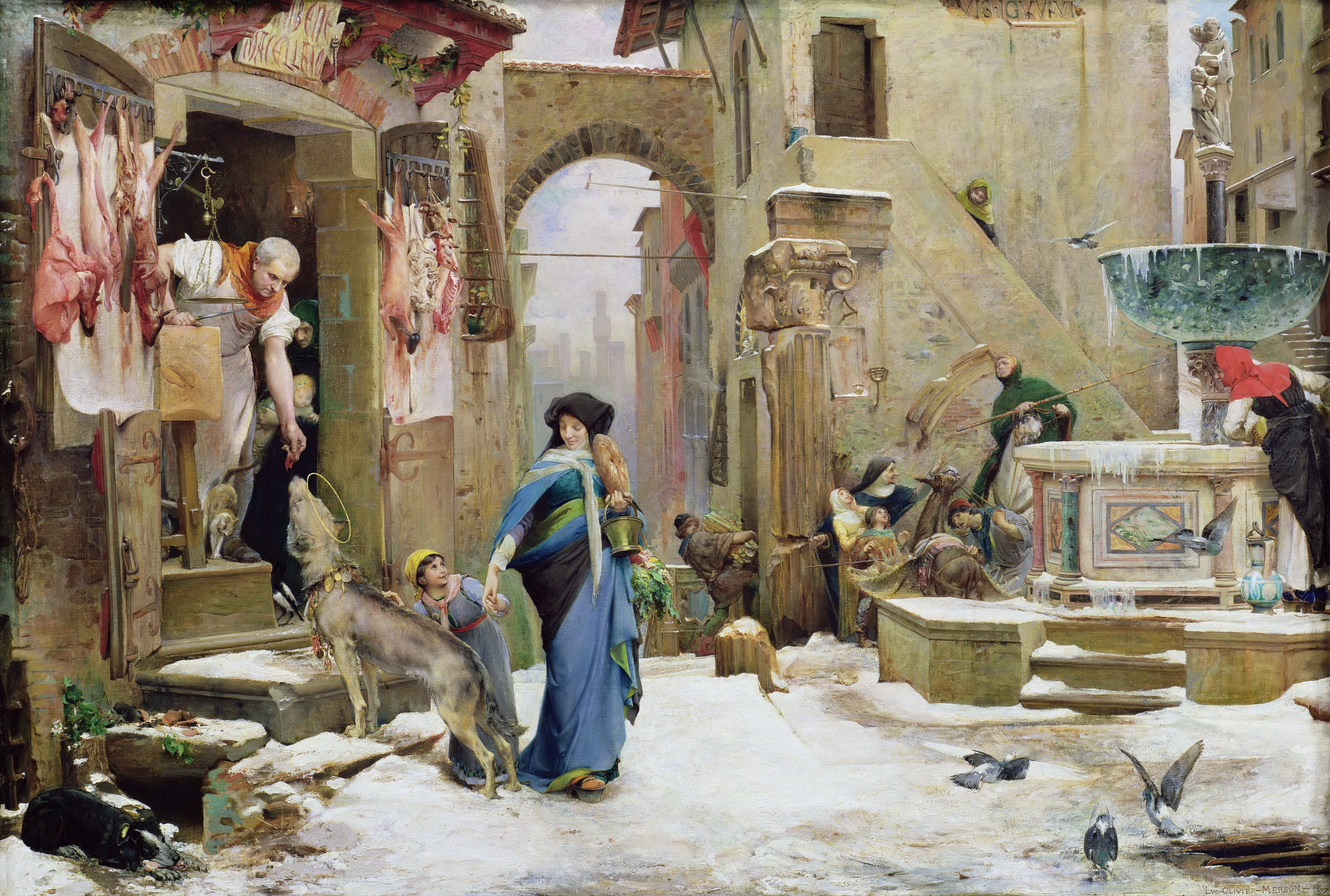
Luc-Olivier Merson, Le Loup d'Agubbio, Lille, palais des Beaux-Arts.
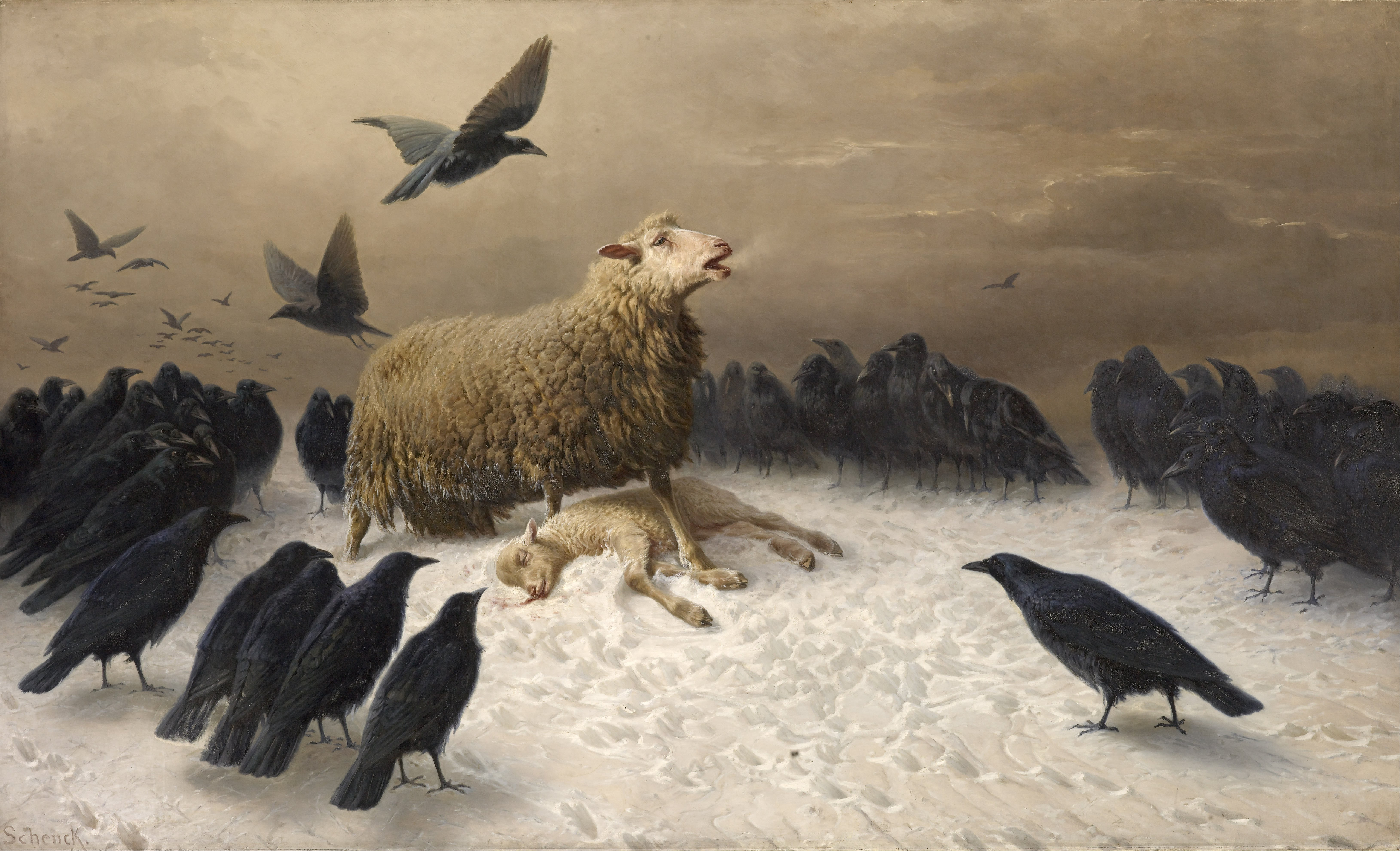
August Friedrich Schenck, Angoisses, Melbourne, National Gallery of Victoria.
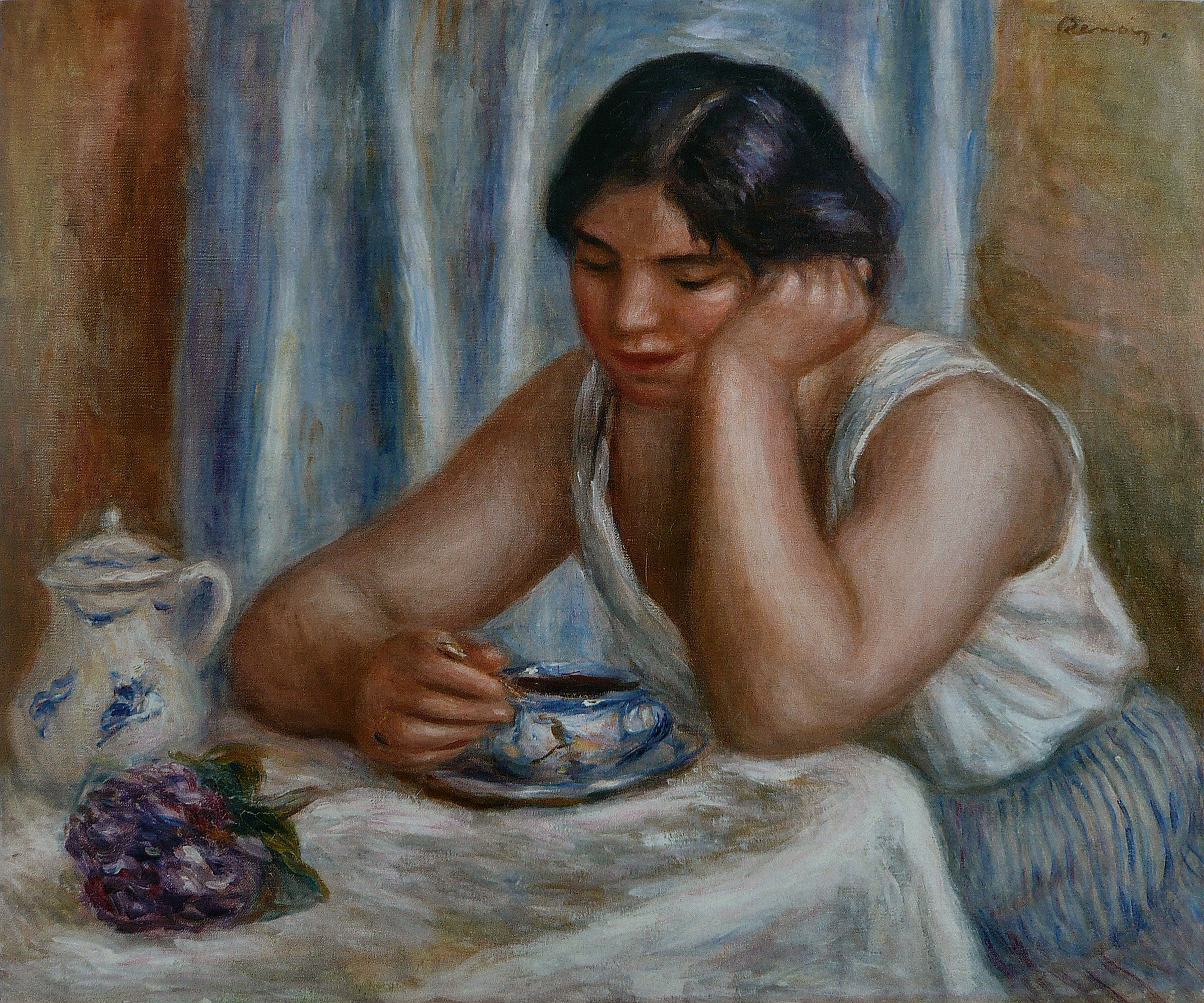
Auguste Renoir, La Tasse de chocolat (exposé sous le titre Le Café), Philadelphie, Fondation Barnes.